# Michael Guest (diplomat)
Michael E. Guest, född 1957, är en amerikansk diplomat. Han var USA:s ambassadör i Rumänien 2001–2004.
Guest var inte USA:s första öppet homosexuella ambassadör men den första vars utnämning hade godkänts av senaten.